# 三甲基氟化锡
三甲基氟化锡是一种有机氟化合物，化学式为(CH3)3SnF。它可由六甲基二锡和2,4,6-三硝基氟苯在四氢呋喃中加热反应得到，或由三甲基氯化锡的乙醇溶液和氟化钾的水溶液反应制得。它可用于将有机基氯化硅转化为相应的氟化物。